# 斎木重一
斎木 重一（齋木、さいき しげいち、1895年〈明治28年〉3月23日 - 1977年〈昭和52年〉5月11日）は、日本の社会運動家、政治家。衆議院議員。旧姓は稲葉。

## 経歴
福井県坂井郡伊井村（現・あわら市）で生まれる。大関高等小学校卒業。卒業後は、一時東京に滞在する。
越前木材工の職工長を務める。1918年（大正7年）、福井製材職工同盟会を組織し、1925年（大正14年）、福井県労働同志会に改組し、農民運動にも加わった。1929年（昭和4年）に福井市会議員選挙に立候補したが、この時は3票差で落選した。1932年（昭和7年）、社会大衆党福井県連会長に就任した。1933年（昭和8年）に福井市会議員に当選した。1937年（昭和12年）、福井県会議員選挙に立候補したが、13票差で落選した。同年、市会議員に再選した。1939年（昭和14年）、県会議員の補欠選挙に立候補して、無投票で当選した。1941年（昭和16年）、県会議員に再選した。同年、大政翼賛会非推薦議員として第21回衆議院議員総選挙に立候補したが落選した。
戦後、日本社会党福井県連合会長、日本農民組合福井県連合会長、福井県地方労働委員、福井地方裁判所調停委員、同志産業取締役会長などを務めた。第22回から第25回までの衆議院議員総選挙に立候補したが、いずれも落選している。
1953年（昭和28年）4月、第26回衆議院議員総選挙に福井県全県区から左派社会党公認で出馬して当選し、衆議院議員を1期務めた。1955年（昭和30年）、第27回衆議院議員総選挙に立候補したが、落選した。1956年（昭和31年）、第4回参議院議員通常選挙に福井県選挙区から立候補したが、落選した。1959年（昭和34年）、日本社会党福井県連顧問となった。同年、第5回参議院議員通常選挙に立候補したが、再び落選した。
1977年5月11日11時30分、心不全のため福井循環器病院で死去した。

## 栄典
- 1975年（昭和50年）4月 - 勲四等瑞宝章[12]